# Archie McDonald (lutteur)
Pour les articles homonymes, voir Archie McDonald et McDonald.
Archie McDonald (né le 23 février 1895 et mort le 5 mai 1965 à Inverness (Écosse)) est un lutteur sportif britannique.

## Biographie
Archie McDonald obtient une médaille de bronze olympique, en 1924 à Paris en poids lourds.

## Palmarès

### Jeux olympiques
- Jeux olympiques d'été de 1924 à Paris
  -  Médaille de bronze en +87 kg